# Gerbillus mesopotamiae
Gerbillus mesopotamiae är en ökenråtta som beskrevs av Harrison 1956. Gerbillus mesopotamiae ingår i släktet Gerbillus och familjen råttdjur. IUCN kategoriserar arten globalt som livskraftig. Inga underarter finns listade i Catalogue of Life.
Denna gnagare förekommer i området kring floderna Eufrat och Tigris i Iran, Irak och Syrien. Den lever främst i gränsområdet mellan bördiga områden och öken. Arten håller sig alltid nära vattendrag.
Gerbillus mesopotamiae når en kroppslängd (huvud och bål) av 7,5 till 9,1 cm och en svanslängd av 8,5 till 12,1 cm. Bakfötterna är 2,1 till 2,5 cm långa och öronen är 1,1 till 1,6 cm stora. Viktuppgifter saknas. På ovansidan förekommer rödbrun till gråbrun päls och undersidan är vit. Hos de flesta exemplar är kroppssidorna mer rödaktiga. Ansiktet kännetecknas av några mindre svarta fläckar på kinderna. Denna ökenråtta har ingen tofs vid svansen spets och bakfotens undersida bär inga hår.
Individerna är aktiva mellan skymningen och gryningen. Gerbillus mesopotamiae vilar på dagen i underjordiska bon. Den vilar inte under den kalla årstiden. Honor föder två till åtta ungar per kull. Arten jagas av olika rovdjur som manguster, schakaler och tamkatter.
Honan kan vara brunstig under alla årstider. Vid födelsen är ungarna nakna och blinda. De öppnar sina ögon efter cirka 16 dagar och de diar sin mor ungefär 24 dagar. Boet har allmänt 3 till 5 ingångar och vid de djupaste delarna finns en kammare som fodras med växtdelar.